# Pyrogallol
Pyrogallol nebo benzen-1,2,3-triol je bílý krystalický prášek a mocné redukční činidlo. Poprvé jej připravil Scheele v roce 1786 zahříváním kyseliny gallové.
V alkalickém prostředí ochotně absorbuje vodu, čímž bezbarvé prostředí zfialoví. Může rovněž absorbovat kyslík, čehož se využívá k měření množství kyslíku ve vzduchu pomocí Orsatova přístroje.
Pyrogallol našel své využití ve fotografii jako vývojové činidlo, při barvení vlasů, barvení tkaných materiálů a při absorpci kyslíku u analýzy plynů. Má také antiseptické účinky.
Nyní se příliš nedoporučuje vystavovat se této sloučenině. Pyrogallol by se neměl využívat při moderním barvení vlasů kvůli podezření z toxicity.